# Talcamávida

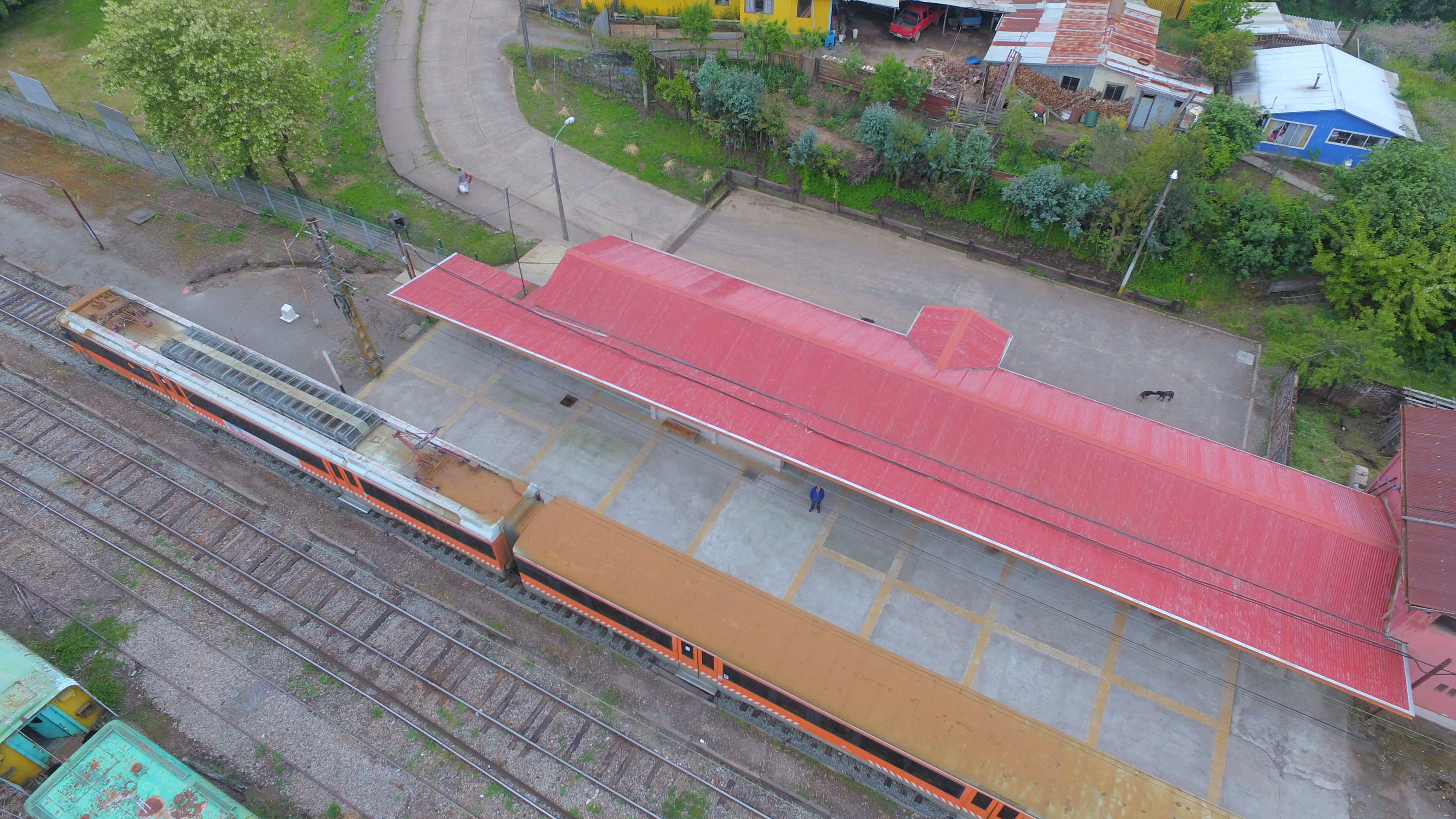
Estación trenes, Corto Laja

Talcamávida es una localidad rural ubicada en la comuna chilena de Hualqui, en la Provincia de Concepción, de la Región del Biobío. Se ubica a 21 kilómetros de Hualqui y a 40 kilómetros de la capital regional, Concepción. Su población es de 1032 habitantes..
Su actividad principal es la forestal, agrícola y en menor medida ganadera. Se accede por caminos rurales desde Hualqui, y por tren (el único medio de transporte público a esta localidad). Además de estar ubicada entre el Río Biobío y la Cordillera de la Costa, tiene una laguna que sirve como lugar de balneario en el verano. Se tiene como proyecto construir un puente entre esta localidad con la comuna de Santa Juana.

## Toponimia
Talcamávida quiere decir "Montaña del trueno" (tralca: trueno; mahuida: montaña)

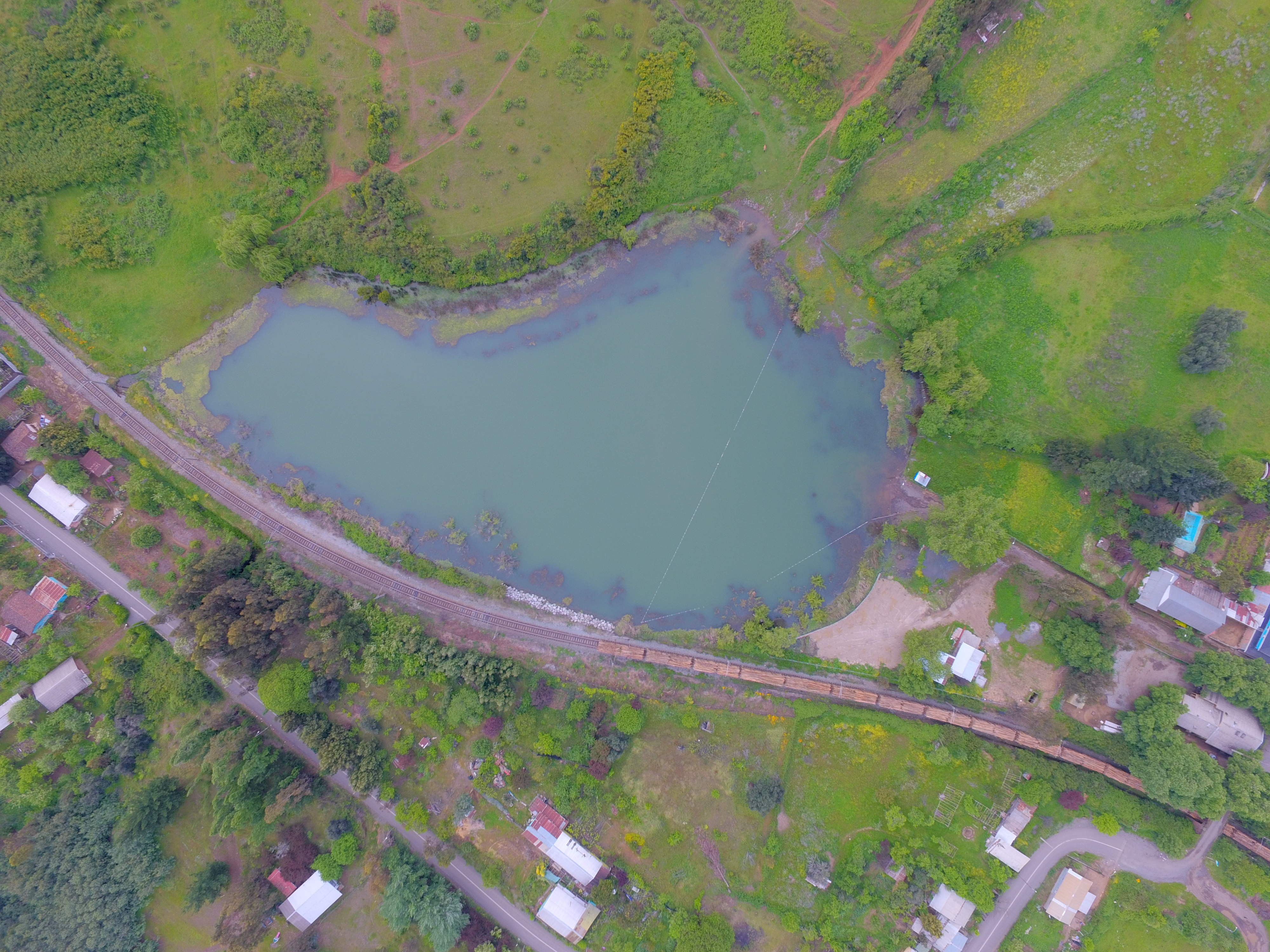
Laguna Talcamávida

## Historia

### Época precolombina
Su origen se remonta mucho antes de la llegada de los españoles pues fue asentamiento de los indios llamados “Antileo”, quienes se ubicaron a orillas del río Biobío. El hallazgo de piedras horadadas y restos de cerámica dan testimonio de ello.
Además en el siglo XV fue el sitio de la segunda invasión que ha recibido Chile en su historia, por parte de los Incas liderados por Huayna Cápac. La victoria y belicosidad de los mapuches les impediría avanzar y asentarse allí en los siguientes años teniendo que volver al río Maule delimitándolo finalmente como línea fronteriza, sin embargo, esto no impidió contactos entre ambos pueblos, y la explotación temporal de los lavaderos de oro de Quilacoya.

### Cerro o Piedra de La Costilla
En el Cerro La Costilla, hay un complejo de petroglifos que han sido identificados por algunos como incas. Se cree que estos son vestigios de incursiones al sur en busca de oro y territorios; el cerro coincide con el lugar precisado por Diego de Rosales en su libro "Historia General del Reino de Chile":

"Volvieron a proseguir la conquista hasta llegar al Itata donde hay otros dos fuertes y en Quilacoya, prosiguiendo en su conquista, y en las tierras del gran señor Quinchatipay,
5 leguas de la ciudad de La Concepción tuvieron otra fortaleza“… hay allí 7 piedras a manera de pirámides labradas que fueron puestas por los indios del Perú para hacer la ceremonia que llaman Calpa Inca, que se hacía para la salud del rey inca cada año…y así escogían dos niños de edad de 6 años, varón y mujer, y los vestían en traje de inca y los embriagaban y ligaban juntos, y así ligados y vivos los enterraban, diciendo que el pecado que su rey hubiese hecho lo pagaban aquellos inocentes en aquel sacrificio.”

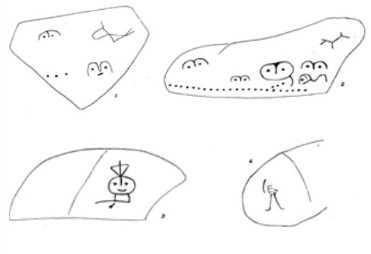
Petroglifos del Cerro La Costilla

Diego de Rosales con su condición de sacerdote y de conocedor del mapudungun, supuestamente recibió esta información de los mapuches, que habrían logrado expulsar a los incas hacia el norte. No se sabe a ciencia cierta, si de verdad fueron los incas los que dejaron estos petroglifos en el Cerro La Costilla, ya que hay ciertas inexactitudes sobre su origen; han sido comparados varias veces con los existentes en la zona amazónica de Pusharo en Perú, que mostraban rostros acorazonados, pero estos no tienen mucha relación con lo inca según han dicho varios expertos, que los vinculan a un pueblo pre-inca amazónico que los hizo hace unos mil o dos mil años atrás; y en los del Cerro La Costilla las similitudes son vagas y lejanas ya que sus características también se presentan en otros sitios. La pregunta es, si la similitud es sólo una coincidencia o si efectivamente un grupo de incas llegaron hasta las riberas del Biobío antes de la llegada de los conquistadores españoles y luego se toparon con los aborígenes. Una cosa en la que todos los investigadores concuerdan es que en el período prehispánico de la actual zona del Biobío había varios pueblos originarios que dejaron sus influencias en varias etapas, lo que no excluye el hecho de que a este sitio pudieran arribar los incas; sin embargo, no se puede atribuir con seguridad la autoría de estos a los petroglifos del Cerro La Costilla.
El caso es que no hay una conclusión respecto al tema, dado que no ha sido hallada más arqueología creíble que pueda comprobar esta información.
El “Cerro o Piedra de La Costilla” recibe este singular nombre por la similitud que presentan las piedras que rodean el paraje con esta parte del cuerpo humano. Desde remotos tiempos ha sido visitado por muchos aventureros, la mayoría de ellos llevados por la ambición de encontrar un tesoro dejando innumerables excavaciones y señales sobre las mismas rocas. Se cuenta que en cierta ocasión uno de estos aventureros intentó mover unas grandes piedras con dinamita, destruyendo de esta forma un patrimonio histórico que sin duda guardaba secretos y evidencias mucho más valiosos que el supuesto tesoro inca que nunca se ha encontrado. Hoy en día el sector es un predio forestal.

### Fuerte de Talcamávida
El 28 de enero de 1566 se desarrolló la batalla de Talcamávida en el marco de la guerra de Arauco, que enfrentó a tropas españolas, comandadas por Rodrigo de Quiroga, con las huestes mapuche lideradas por los caudillos Llanganabal, Loble y Millalelmo, resultando en la victoria de los primeros.
El fuerte de Talcamávida fue una importante fortificación militar española que formó parte del sistema de defensa del Biobío. Construida frente al fuerte de Santa Juana de Guadalcazar de Santa Juana en el siglo XVI, su objetivo principal fue para proteger las minas de oro de Quilacoya de los mapuches, aunque en 1599, Pedro de Viscarra también la utilizó con fines bélicos. El fuerte fue varias veces destruido y se reconstruyó durante la gobernación de Manuel de Amat y Junyent (1755-1761), quien también mandó construir la Villa de San Rafael de Talcamávida.

### Localidad de Talcamávida
La localidad formó parte de la Ruta del Oro colonial entre Concepción y Yumbel, ya que en la cercana localidad de Quilacoya había un lavadero de oro usado más tarde por Pedro de Valdivia. Entre los lugares auríferos éste fue el principal; Pedro de Valdivia llegó a tener 20.000 indios trabajando para su enriquecimiento; en 1563 los españoles llegaron a tener la cantidad de dos quintales métricos de oro al día. 
En 1772 fue fundada por el entonces Gobernador de Chile Manuel de Amat y Juniet bajo el nombre de San Rafael de Talcamávida, medida aprobada por real orden el 24 de octubre de 1757, la que cuenta con una identidad histórica propia y distinta a la de Hualqui, (comuna fundada en la misma época). 
En el año 1873 se inaugura el servicio de trenes San Rosendo - Talcahuano, haciendo de Talcamávida un paso obligado.